# Telegone
Telegone (altgriechisch Τηλεγόνη Tēlegónē) ist eine Person der griechischen Mythologie.
Sie ist die Tochter des Pharis, eponymer Gründer der messenischen Stadt Pharai. Vom Flussgott Alpheios ist sie die Mutter von Orsilochos, des späteren Königs von Pharai.